# Ferrocarril de Billerica y Bedford
El Ferrocarril de Billerica y Bedford fue uno de los primeros ferrocarriles de vía estrecha en Massachusetts, construido para demostrar las ventajas de las vías de 2 pies (610 mm) de ancho. 

## Historia

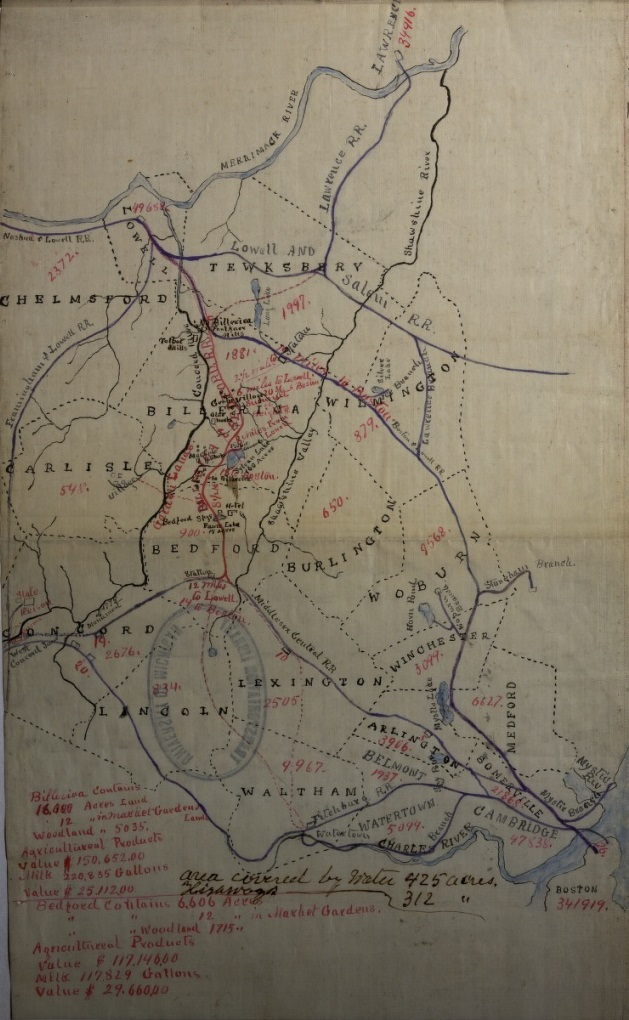
Plano original de la ruta

George E. Mansfield, de Hazelwood, Massachusetts, se convirtió en uno de los primeros promotores de las vías de dos pies de ancho después de una visita a Gales, donde pudo ver el Ferrocarril de Ffestiniog en funcionamiento. Persuadió a los ciudadanos de Billerica de las grandes ventajas económicas una línea con una vía de dos pies de ancho, y se convirtió en gerente general de la Compañía del Ferrocarril de Billerica y Bedford cuando se fundó en 1876. La construcción comenzó en mayo de 1877, y la línea se completó entre North Billerica y Bedford en agosto de 1877, con una longitud de 8,63 millas (13,9 km). 
La línea se construyó de manera muy económica, de acuerdo con los principios de las líneas de vía estrecha, pero desde el principio tuvo que superar distintos problemas financieros. Se construyeron plataformas giratorias en cada extremo del ferrocarril, así como un triángulo de maniobras y una cochera semicircular para las locomotoras en Bedford, pero nunca se dispusieron estaciones a lo largo de la línea. La empresa se declaró en quiebra y fue liquidada en junio de 1878. 
Mansfield, a pesar de este fracaso, promovió el ancho de dos pies en Maine, donde finalmente se construyó la red más grande de este tipo de líneas en los Estados Unidos. El Ferrocarril de Boston y Lowell de ancho estándar, utilizó la mayor parte del trazado del Ferrocarril de Billerica y Bedford para extender su ramal de Lexington en mayo de 1885. El Ferrocarril de Boston y Maine se hizo cargo de la línea en 1887. 
Las estaciones con las que contaba la línea eran Bedford, Springs Road, Bedford Springs, South Billerica, Turnpike (Nuttings Lake), Billerica, Bennett Hall y North Billerica. Actualmente, solo el depósito de locomotoras de la estación de Bedford y North Billerica siguen en pie. El servicio de pasajeros cesó el último día de 1931 y la línea se utilizó como un servicio de carga hasta que se abandonó entre las cocheras de Bedford y de Billerica en 1962. Entre las cocheras de Billerica y de Bennett Hall los trenes dejaron de circular definitivamente alrededor de 1980. 
Las dos locomotoras llevan el nombre de los duendes de William Shakespeare, Ariel y Puck. 

## Material rodante
| Nombre    | Foto | Constructor                     | Tipo                              | Fecha | Nº de serie | Notas                                                                                 |
| --------- | ---- | ------------------------------- | --------------------------------- | ----- | ----------- | ------------------------------------------------------------------------------------- |
| Ariel     |      | Talleres de Locomotoras Hinkley | Locomotora Forney 0-4-4 T         | 1877  | 1251        | Ferrocarril de Sandy River #1                                                         |
| Puck      |      | Talleres de Locomotoras Hinkley | Locomotora Forney 0-4-4 T         | 1877  | 1261        | Ferrocarril de Sandy River #2                                                         |
| Fawn      |      | Compañía Manufacturera Ranlet   | Coche combinado                   | 1877  |             | Ferrocarril de Sandy River #4                                                         |
| Sylvan    |      | Compañía Manufacturera Ranlet   | Cocheref name="Moody 1959 p.51"/> | 1877  |             | Ferrocarril de Sandy River #3                                                         |
| A         |      | Compañía Manufacturera Ranlet   | Furgón                            | 1877  |             | Ferrocarril de Sandy River #2                                                         |
| B & C     |      | Compañía Manufacturera Ranlet   | Coches de excursión               | 1877  |             | Transformados coches de equipajes Ferrocarril de Sandy River #1 & #3                  |
| D hasta I |      | Compañía Manufacturera Ranlet   | Vagones plataforma                | 1877  |             | Vendidos por el Ferrocarril de Sandy River, y mucho después transformados en furgones |